# Born (historieta)
Born es una serie limitada de historietas estadounidense de cuatro números escrita por Garth Ennis, ilustrada por Darick Robertson y publicada por Marvel Comics a través del sello MAX en 2003.

## Historial de publicaciones
La miniserie fue lanzada a través del sello MAX de Marvel Comics, aunque los eventos de la misma se consideran canon del Universo Marvel principal en Civil War Files, un derivado en el universo del Manual Oficial del Universo Marvel, en el que Iron Man señala que el Punisher es «el único superviviente de la masacre de Firebase Valley Forge».
Ennis anunció en 2013 que escribiría otra serie limitada de Punisher, y dos años más tarde amplió esta declaración al revelar que la miniserie sería una precuela de Born titulada Punisher: The Platoon.

## Trama
Born documenta el tiempo de Frank Castle sirviendo como capitán en el Cuerpo de Marines de los Estados Unidos durante su último servicio en Vietnam en 1971. La historia se cuenta principalmente a través de los ojos de Stevie Goodwin, un joven marine que cuenta los días para el final de su servicio, y Frank Castle, un capitán duro con un instinto asesino finamente perfeccionado y habilidades de supervivencia que se autodefine como un «enamorado de la guerra». La historia narra un período crucial de cuatro días del pelotón estacionado en Firebase Valley Forge, un puesto de avanzada estratégico remoto en la frontera entre Vietnam del Sur y Camboya.
Valley Forge es un puesto de avanzada en su última etapa. La mitad de los marines que sirven en él son adictos a la heroína, y su comandante es un alcohólico apático que finge tener malaria cada vez que alguien viene a inspeccionar la base. Goodwin simplemente desea regresar a casa a salvo y se da cuenta de que quedarse cerca de Castle es su mejor opción. Castle, a pesar de sentirse como en casa en la jungla, mantiene un diálogo interno con una voz que le incita continuamente a justificar su interminable sed de combate. Castle recibe noticias de que Valley Forge será abandonado, en medio de una creciente oposición a la guerra en el frente interno. Castle se muestra como excepcionalmente despiadado; primero engaña a un general visitante para que se desvíe del fuego de francotiradores por amenazar con cerrar la base, luego ahoga a un miembro de su pelotón que violó a una francotiradora del Vietcong. El propio Castle mata a la francotiradora mientras la atacaban. Otro personaje reflexiona sombríamente que su acción fue la única forma en que ella pudo haber sido «ayudada», ya que nunca habría sobrevivido al cautiverio.
A pesar de la noticia de que Firebase se cerrará pronto, Castle continúa liderando un escuadrón en patrullas de rutina, aunque sus hombres son mermados por esporádicas emboscadas del Vietcong. Para el cuarto día, el desgaste ha dejado al puesto de avanzada gravemente desprovisto de personal y de armas. Cuando cae la noche, cayendo un aguacero infernal, el Vietcong y elementos del ejército norvietnamita atacan la fortificación, usando la lluvia para protegerse de la cobertura aérea.
Uno por uno, la unidad de Castle cae, y se encuentra rodeado y sin municiones para su arma, a punto de quemarse por el uso excesivo. La voz en su cabeza se vuelve cada vez más fuerte hasta que se puede escuchar sobre el ruido de la tormenta y el rugido de los disparos. Ofrece a Castle la fuerza y la resistencia necesarias para sobrevivir, mantener un estado eterno de vigilancia y librar una guerra permanente, a un precio. Castle finalmente cede.
A la mañana siguiente, el apoyo aéreo regresa con un helicóptero EVAC al campamento destruido, pero se horrorizan al encontrar a Castle parado solo en un campo de cuerpos de miembros del Vietcong mutilados y destrozados. Ha sufrido un traumatismo físico severo y está sangrando por varias heridas de bala, pero sigue intacto.
En la siguiente escena, Frank Castle regresa a casa, un oficial condecorado en muletas, con su esposa, María, y sus hijos. En medio del feliz regreso, la voz interna vuelve a hablarle del precio a pagar por su elección. Es exactamente lo que le costará la guerra eterna de Castle, como detalla una imagen de la familia de Castle en una retícula de avistamiento que recuerda al icono de la calavera de Punisher. La voz continúa diciendo que ella y Castle están en el mismo negocio, aunque ella ha estado en ello durante mucho más tiempo y que Castle lo mantendrá ocupada, lo que implica que la voz podría ser el diablo o la muerte misma. Horrorizado, Castle abraza a su sonriente esposa y sus ansiosos hijos.

Con respecto a la conclusión ambigua de la historia, el escritor Garth Ennis señaló:
Para mí, se trata de toda esa secuencia — está escrita de esa manera clásica donde tal vez está ahí, tal vez está todo en su cabeza. Es más bien un hombre que se enfrenta a su propio destino, su propio destino, y el camino que va a recorrer por el mundo. Un hombre siendo honesto consigo mismo sobre quién es. En casa tiene a la esposa, el hijo, el otro hijo en camino, mientras que está hasta el cuello de horror. Le gusta, y está aceptando eso y admitiéndolo. En última instancia, es su habilidad para aceptar esto lo que le permite sobrevivir y volver a casa con su esposa e hijos. Ha hecho una especie de trato con la atracción de la violencia en sí mismo que, de alguna manera, atraerá a su familia a ese mundo también. De nuevo, puedes leerlo como quieras, ¡pero esa es mi opinión personal!

## Números publicados
1. The First Day
2. The Second Day
3. The Third Day
4. The Last Day

## Otros medios
- El videojuego The Punisher de 2005 utiliza ilustraciones tomadas de Born para ilustrar secuencias restrospectiva desencadenadas por el uso de la tortura por parte de Punisher contra enemigos PNJ.[5]